# La bemol mayor
La tonalidad de La bemol mayor (La♭M en el sistema europeo o internacional; y A♭ el sistema anglosajón) es la que contiene los siete sonidos de la escala mayor de la♭. Su armadura tiene cuatro bemoles: si, mi, la y re.
Su relativo menor es fa menor, su tonalidad homónima es la♭ menor, y su tonalidad enarmónica es sol♯ mayor.
La escala de la♭ mayor ascendente (de más grave a más agudo) : la♭, si♭, do, re♭, mi♭, fa, sol; y su acorde tríada de tónica: la♭, do, mi♭.

## Características
Desde la popularización de la afinación por temperamento igual, no hay ninguna tonalidad que tenga un «carácter» propio porque  todas las tonalidades mayores son una transposiciones del mismo modelo, y como consecuencia, los intervalos no cambian. Es decir, que todas las tonalidades mayores suenan igual. Por eso, las asociaciones que se hacen con cada tonalidad son a nivel personal y pueden ser muy diferentes. 

Antes de finales del siglo XIX se afinaba con temperamentos distintos (o sea, cada tonalidad sonaba ligeramente distinta). Por lo tanto, cada tonalidad tenía asociada unas cualidades. La♭ mayor era la «tonalidad de la tumba, la muerte, la putrefacción, el juicio y la eternidad».
Según Ernst Pauer, está tonalidad está «repleta de sentimiento, y llena con expresión onírica». El primer tema de la Sonata para piano n.º 5 de Franz Schubert tiene mucho sentimiento; y el segundo, tiene un sentimiento onírico. Fréderic Chopin compuso 24 obras para piano, más que ninguna otra tonalidad, siendo una de las más importantes la Polonesa heroica.

## Obras en la♭mayor
Una técnica que Ludwig van Beethoven usaba a menudo es la selección de la tonalidad de la♭ mayor después de un movimiento en do menor en obras como la Sinfonía n.º 5 o la Sonata para piano n.º 8 «la patética». En la Sinfonía n.º 5, los timbales se quedaban afinados para la tonalidad anterior (do menor) porque no había tiempo a afinarlos de nuevo para el segundo movimiento. Igualmente se puede encontrar esta tonalidad en sus Tres sonatas para piano, WoO 47 (n.º 2, segundo movimiento). Anton Bruckner también pasa de do menor a la♭ mayor en su Sinfonía n.º 1.

## Otras Tonalidades
| Tonalidad   | 7 ♭       | 6 ♭        | 5 ♭       | 4 ♭       | 3 ♭       | 2 ♭       | 1 ♭      | 0        | 1 ♯       | 2 ♯      | 3 ♯       | 4 ♯       | 5 ♯        | 6 ♯       | 7 ♯       |
| Modo mayor: | do♭ mayor | sol♭ mayor | re♭ mayor | la♭ mayor | mi♭ mayor | si♭ mayor | fa mayor | do mayor | sol mayor | re mayor | la mayor  | mi mayor  | si mayor   | fa♯ mayor | do♯ mayor |
| Modo menor: | la♭ menor | mi♭ menor  | si♭ menor | fa menor  | do menor  | sol menor | re menor | la menor | mi menor  | si menor | fa♯ menor | do♯ menor | sol♯ menor | re♯ menor | la♯ menor |